# Linjiang (köpinghuvudort i Kina, Zhejiang Sheng, lat 28,13, long 120,49)
Linjiang (kinesiska: 临江, 临江镇, 后支) är en köpinghuvudort i Kina. Den ligger i provinsen Zhejiang, i den östra delen av landet, omkring 240 kilometer söder om provinshuvudstaden Hangzhou. Antalet invånare är 14 553. Befolkningen består av 7 005 kvinnor och 7 548 män. Barn under 15 år utgör 14,0 %, vuxna 15-64 år 73 %, och äldre över 65 år 11,0 %.
Runt Linjiang är det mycket tätbefolkat, med 2 915 invånare per kvadratkilometer. Närmaste större samhälle är Oubei, 18,9 km sydost om Linjiang. I omgivningarna runt Linjiang växer i huvudsak blandskog.
Genomsnittlig årsnederbörd är 2 185 millimeter. Den regnigaste månaden är juni, med i genomsnitt 368 mm nederbörd, och den torraste är januari, med 71 mm nederbörd.